# عشق. فرشته. موسیقی. بچه.
عشق. فرشته. موسیقی. بچه. (به انگلیسی: Love. Angel. Music. Baby.) اولین آلبوم استودیویی از هنرمند اهل ایالات متحده آمریکا گوئن استفانی است که در ۱۲ نوامبر ۲۰۰۴ منتشر شد.
این آلبوم باعث موفقیت فراوان گوئن استفانی شد و شش نامزدی جایزه گرمی (منجمله آلبوم سال) در سال ۲۰۰۵ را برای وی به ارمغان آورد.